# 4082 Swann
A 4082 Swann (ideiglenes jelöléssel 1984 SW3) a Naprendszer kisbolygóövében található aszteroida. Carolyn Shoemaker fedezte fel 1984. szeptember 27-én.